# Walther von Goethe
Walther Wolfgang von Goethe (Weimar, 1817- Leipzig, 1855) fou un compositor alemany. Era net de l'il·lustre escriptor i poeta Johann Wolfgang von Goethe
Fou camarlenc del gran duc, i va compondre les comèdies líriques Anselmo Lancia (1839), Der Gefangene vom Bologna (1846) i Elfriede (1853), així com nombrosos lieder i diverses obres per a piano.